# بينتا غاسترين
بينتا غاسترين (بالإنجليزية: Pentagastrin)‏ (تجاريًا: بيبتافالون) هو متعدد البيبتيد الاصطناعي له آثار مثل gastrin عندما يدخل للجسم عن طريق الوريد. حيث انه يحفز إفراز حمض المعدة، البيبسين، والعامل الداخلي المؤثر، وقد استخدم كوسيلة مساعدة للتشخيص كاختبار كالسيتونين المحفز بنتاغاسترين.
يرتبط بنتاجاسترين بمستقبلات كوليسيستوكينين - ب، والتي يتم التعبير عنها على نطاق واسع في الدماغ. ان تنشيط هذه المستقبلات ينشط نظام المراسلة الثاني للفوسفوليباز C عندما يعطى عن طريق الوريد قد يسبب نوبات الهلع لدى الإنسان.

## اختبار التحفيز
يستخدم بينتا غاسترين أيضًا كاختبار تحفيز لرفع العديد من الهرمونات، مثل السيروتونين. حيث أنه يثير الإحمرار ومفيد في تقييم المرضى الذين يصفون التنظيف، ولكن لديهم علامات كيميائية حيوية طبيعية أو مرتفعة بشكل هامشي فقط لمتلازمة السرطانات.
تم استخدامه لتحفيز الغشاء المخاطي في المعدة للكشف عن رتج ميكلس عن طريق الطب النووي.

### اختبار الكالسيتونين
يعد اختبار الكالسيتونين الذي يحفزه خماسي البنتاغاسترين بمثابة اختبار تشخيصي لسرطان الغدة الدرقية (MTC). MTC عبارة عن ورم خبيث للخلايا التي تحتوي على الكالسيتونين في الغدة الدرقية، وبالتالي يرتبط عادةً MTC بمستوى مرتفع من الكالسيتونين، لكن المستوى المرتفع قد لا يكون دائمًا واضحًا. يُعد اختبار الكالسيتونين المُحَفز بواسطة بنتاجاسترين مفيدًا في حالات الاشتباه في الإصابة بالـ MTC والتي لا ترتبط بالكالسيتونين المرتفعة. في هؤلاء المرضى، يؤدي حقن بنتاجاسترين إلى ارتفاع مستويات الكالسيتونين بشكل ملحوظ أعلى من المعدل الطبيعي أو الأساسي. بعد استئصال الغدة الدرقية الكلي لسرطان الغدة الدرقية النخاعي، يمكن استخدام إطلاق الكالسيتونين المحفز بنتاغاسترين للكشف عن الخلايا البائية المشعرة المتبقية.